# Karakulino
Karakulino (oroszul: Каракулино) falu Oroszországban, Udmurtföldön, a Karakulinói járás székhelye.
Lakossága: 4814 fő (a 2010. évi népszámláláskor).

## Fekvése
Udmurtföld délkeleti részén, Izsevszktől 114 km-re, a Káma jobb partján helyezkedik el. A legközelebbi város és vasútállomás az 53 km-re északra fekvő Szarapul.
Neve a tó nevéből származik, melynek partján a falu keletkezett: „Kara” – „kul” (jelentése 'fekete tó').

## Története
Írott forrás először 1682-ben említi. A 18. század végén tornyokkal is ellátott faerődítménye volt. 1708-tól a Kazanyi kormányzósághoz, 1782-től a Vjatkai kormányzósághoz tartozott. 1926-ban járási székhely lett. 1937-ben a Kirovi területtől került át az Udmurt ASZSZK-hoz.
A Káma parti település a Belaja torkolatának közelében feküdt és fontos kereskedelmi központ volt. Naponta számos kereskedelmi hajó fordult meg kikötőjében, áruforgalma Izsevszkét vagy Szarapulét is meghaladta. Éves vásárainak híre volt az egész kormányzóságban. 

## 21. század
A korábbi nagy forgalomnak már csak az emléke maradt meg. Ipari központoktól való távolsága és szép fekvése miatt több luxusnyaraló épült a Káma partján.
Látnivalók:
- A háborúban elesettek és az önkény bűntelen áldozatainak emlékműve (1979)
- Pantyelejmon mártír újonnan épített temploma
- Csodatevő Szent Miklós-templom kápolnája (1907)[3]
- Néhány 19. századi kereskedőház

Az egyik régi kereskedőcsalád épületében kisebb helytörténeti múzeumot rendeztek be.

## Népessége
- 1959-ben 3 018 lakosa volt.
- 1970-ben 3 716 lakosa volt.
- 1979-ben 4 431 lakosa volt.
- 1989-ben 5 144 lakosa volt.
- 2002-ben 5 109 lakosa volt, melynek 80,9%-a orosz, 7,9%-a mari, 4,7%-a udmurt, 3,9%-a tatár.
- 2010-ben 4 814 lakosa volt, melynek 82,3%-a orosz, 7,6%-a mari, 4,4%-a udmurt, 3,3%-a tatár.